# Fokker E.I
A Fokker E.I az első vadászrepülőgép volt, melyet a Császári Német Légierő hadrendbe állított az első világháború idején. Hadrendbe állításával vette kezdetét a Fokker félelemnek nevezett időszak, melyet a Fokker repülőgépek egyértelmű légi fölénye jellemzett az Antant repülőgépeivel szemben. A Nieuport 11 és az Airco DH.2 1916 januári hadrendbe állításával azonban fokozatosan megkezdődött háttérbe szorulásuk, mely végül a típus hadrendből való kivonását és korszerűbb repülőgépekkel való helyettesítését eredményezte.

## Tervezés és kialakítás
A Fokker E.I az 1913-ban kifejlesztett Fokker M.5 felderítőrepülőgépen alapult, melyet a német hadsereg közvetlenül az első világháború kitörését követően állított hadrendbe. A Fokker E.I egy középszárnyas elrendezésű monoplán volt, melynek vertikálisan kúpos elrendezésű repülőgéptörzsét hegesztett acél borította (ez a repülőgépet egyben megkülönbeztette kortársaitól, melyeknek többsége teljes egészében fa törzzsel rendelkezett).
A repülőgép orrában egy, 7,92 mm-es Parabellum LMG vagy IMG 08 géppuska kapott helyet, mely félelmetes tüzerőt biztosított a repülőgép számára kortársaival szemben.

## Bevetési története
Az első Fokker E.I repülőgépeket 1915 júniusában állították hadrendbe. Az első légigyőzelmet, mely a típushoz kötődik, Otto Parschau repülős hadnagy aratta ugyanez év júliusában, egy francia Morane-Saulnier L felett. A későbbiekben a két híres ászpilóta, Oswald Boelcke és Max Immelmann is repült a típussal és ért el légigyőzelmeket vele.
1916 tavaszáig összesen 54 darabot építettek fel és állítottak hadrendbe, néhány példányt az Osztrák–Magyar Monarchia és az Oszmán Birodalom hadseregei számára adtak át. 1916 áprilisában a repülőgéptípus gyártását leállították, mert a fejlettebb Antant repülőgépek megjelenése miatt megkezdték a Fokker E.II vadászrepülő kifejlesztését és hadrendbe állítását. Ennek ellenére az E.I típust 1916 októberéig még hadrendben tartotta a német haderő.

## Alkalmazók
- Német Birodalom
- Oszmán Birodalom
- Osztrák–Magyar Monarchia